# Dežela Altena

Dežela Altena je zgodovinska regija in nekdanji gospoščina na severu Severnega Brabanta. Območje na severu meji na Afgedamde Maas in Boven-Merwede, na zahodu na Biesbosch in na jugu na Bergsche Maas ter na jugovzhodu na Dežela Heusden. Celotna regija je bila včasih del Groote ali Hollandsche Waard.
Kraji na tem območju so Andel, Giessen, Rijswijk, Woudrichem, Uitwijk, Waardhuizen, Almkerk, Sleeuwijk, Nieuwendijk, Werkendam, Hank, Vierbannen in Dussen . Osrednje mesto območja je Woudrichem.

## Zgodovina
Ime Altena je topografskega izvora. Dokument iz leta 966 omenja kmetijo v comitatu Testrebatensi super fluvio Huoltena, v grofiji Teisterbant nad reko Huoltena, kar verjetno pomeni Hout-voda. Od leta 1198 najdemo oblike Holtena, Outhena, Authena, Houtena, Hautenay, Houtenna, Outhana, Othenay, Althena in Altena. Ni jasno, ali in kako je obstajala povezava z grofijo Altena na Vestfalskem.
Sedež gospodov Altenskih je bil grad Altena v Almkerku, zgodnjesrednjeveški grad mota, ki po raziskavah tal izvira iz 9. stoletja. 
V 12. stoletju sta Dirk II. Altenskiin njegov sin Baldvin šla na križarsko vojno s holandskim grofom Florisom III . Baldvinov sin Dirk III. je umrl brez otrok in gospoščina Altena preide na njegovega svaka Viljema Horneškega. Gospodje Horneški so se od takrat imenovali tudi gospodje Altenski.
Okoli leta 1200 je skrajni zahodni del Bommelerwaarda sestavljalo več otokov, ločenih s potoki. Leta 1264 je Viljem II. Horneški, gospod Altenski to območje podelil cistercijanski opatiji Villers. Menihi so se leta 1333 umaknili, ostal pa je melioracijski vzorec iz 13. stoletja in ime Munnikenland.
Leta 1332 je fevdalno gospostvo prešlo pod holandske grofe. Po smrti Gerharda Horneškega v bitki pri Stavorenu leta 1345 je dežela Altena prešla na Viljema V. Horneškega. Viljem je umrl leta 1357, posest naj bi dedoval sin. Vendar so dva meseca pred smrtjo Viljema gospostvo Altena prenesli na njegovega mlajšega brata Dirka Loef Horneškega. Temu je dedovanje gospostva Altene in Munnikenlanda  potrdil s podelitvijo v fevd 3. aprila 1357 vojvoda Viljem .V. Holandski.
Najbolj zahodni otok Munnikenland se je imenoval Milites Insula Artusii ali Otok viteza Artusa. Grad Loevestein je tukaj zgradil Dirk Loef v letih 1358-1375.
Po enajstih letih je Dirk Loef izgubil ta fevd. Z dejanji novega holandskega vojvode Albrechta je bila vrnjena njegovemu bratrancu Viljemu VII. Horneškemu. Grad je ostal njegova last, vendar ga ni smel prodati nikomur drugemu kot gospodu Altenskemu.
Po smrti Philipa Montmorencyja, grofa Horneškega (1568), je drežela leta 1589 prišla v upravo Holandskim deželnim stanovom.
Po ustanovitvi Batavske republike je leta 1798 dežela Altena postala del departmaja Dommel. Od ustanovitve Združenega kraljestva Nizozemske leta 1815 je dežela Altena del province Severni Brabant, čeprav ima območje močan protestantski značaj.
Meja dežele Altena z deželo Heusden je še vedno na Maasdijku med Veenom in Andelom. Tam sta pritrjeni dve mejni stebri, tako imenovani »pristanski« iz leta 1765. Ta prikazuje simbole dežele Altena (dve ribi) in dežele Heusden (kolo vagona).
Območje je bilo zelo izolirano in do Južne Holandije in Severnega Brabanta je bilo mogoče priti le s trajektom. Most pri Keizersveerju je bil dokončan leta 1931, most pri Gorinchemu pa je bil odprt leta 1961, medtem ko je bila leta 1904 vzpostavljena stalna obrežna povezava pri Giessnu, kjer je bil Maas zajezen. Istega leta so izkopali Bergsche Maas in od takrat se govori o Deželi Heusden in Altena, ki vključuje njihove podeželske vasi.

## Seznam gospodov Altenskih
| Obdobje                             | Ime                | Komentarji                                                                                               |
| ----------------------------------- | ------------------ | --- |
| pred 1143 - do 1172                 | Dirk I             | Verjetno iz hiše gospodov Uitwijk                                                                        |
| od 1172 - do 1189                   | Dirk II            | sin |
| od 1189-1200                        | Baldvin            | sin; poročen z Margareto Bornsko ; gospodar Altene in Brustema                                           |
| 1200-1236/46                        | Dirk III           | sin; gospodar Altena, Kortessem, Brustem, Waalwijk, Weerden, Muiden, Hedel, Baarle, Meeuwen, Drunen itd. |
| 1236/46-1264                        | Viljem I. Horneški | Svak; poročen s Heilwigom van Alteno                                                                     |
| Glej več: Seznam gospodov Horneških |                    | |